# Bruck in der Oberpfalz
Bruck in der Oberpfalz è un comune tedesco di 4 425 abitanti, situato nel land della Baviera.